# Арлыч
Арлыч — река на полуострове Камчатка в России.
Длина реки — 24 км. Впадает в реку Камчатка справа на расстоянии 73 км от устья.
По данным государственного водного реестра России относится к Анадыро-Колымскому бассейновому округу.